# Линарес (провинция)
Провинция Линарес  (исп. Provincia de Linares) — провинция в Чили в составе области Мауле. 
Включает в себя 8 коммун.
Территория — 10 050,2 км². Численность населения — 286 361 житель (2017). Плотность населения — 28,49 чел./км².
Административный центр — Линарес.

## География
Провинция расположена на юге области Мауле.
Провинция граничит:
- на севере — провинция Талька
- на востоке — провинция Неукен (Аргентина)
- на юге — провинция Пунилья
- на западе — провинция Каукенес

Крупная река — Лонкомилья.

## Административное деление
Провинция включает в себя 8 коммун:
- Линарес. Административный центр — Линарес.
- Сан-Хавьер-де-Лонкомилья. Административный центр — Сан-Хавьер.
- Парраль. Административный центр — Парраль.
- Вилья-Алегре. Административный центр — Вилья-Алегре.
- Лонгави. Административный центр — Лонгави.
- Кольбун. Административный центр — Кольбун.
- Ретиро. Административный центр — Ретиро.
- Йербас-Буэнас. Административный центр — Йербас-Буэнас.

## Демография
Согласно сведениям, собранным в ходе переписи 2017 г. Национальным институтом статистики (INE),  население провинции составляет:
| Полное население                            | Полное население                            | Полное население                            | Полное население                            | Полное население                            | 286 361 |
| ------------------------------------------- | ------------------------------------------- | ------------------------------------------- | ------------------------------------------- | ------------------------------------------- | ------- |
| в том числе:                                | Городское население                         | 182 260                                     | Процент городского населения, %             | 63,65                                       |         |
|                                             | Сельское население                          | 104 101                                     | Процент сельского населения, %              | 36,35                                       |         |
|                                             | Мужское население                           | 139 584                                     | Процент мужского населения, %               | 48,74                                       |         |
|                                             | Женское население                           | 146 777                                     | Процент женского населения, %               | 51,26                                       |         |
| Плотность населения, чел/км²                | Плотность населения, чел/км²                | Плотность населения, чел/км²                | Плотность населения, чел/км²                | Плотность населения, чел/км²                | 28,49   |
| Население провинции в % к населению области | Население провинции в % к населению области | Население провинции в % к населению области | Население провинции в % к населению области | Население провинции в % к населению области | 27,40   |